# Сардонічна посмішка

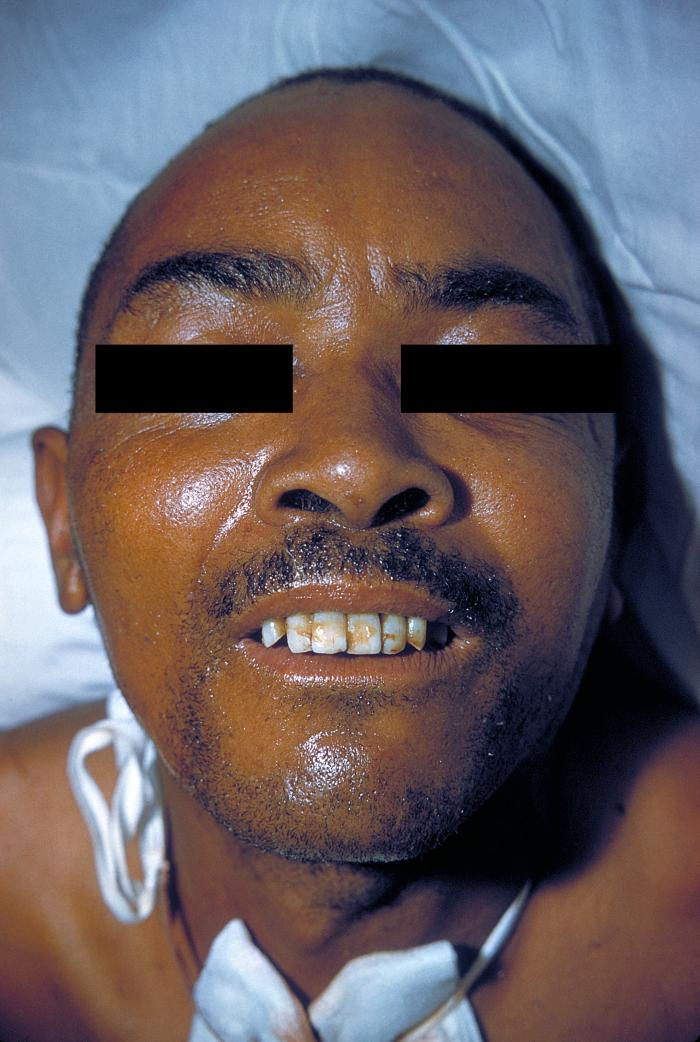
Сардонічна посмішка

Сардонічна посмішка (лат. risus sardonicus) — стійка гримаса, яка обумовлена судомним скороченням м'язів обличчя, кути рота при цьому відтягнуті вниз і назад з утворенням зморшок та складок шкіри, брови й крила носа піднятті, щелепи сильно стиснуті. Складається враження, що людина одночасно і плаче, і сміється, іноді порівнюють зі злобним вищиром. Хворий самостійно не може розслабити лицеві м'язи.
Виникає як клінічний симптом при правцеві, є часткою патогномонічної діагностичної тріади цієї хвороби, до якої ще входить двобічний тризм (неможливість розтиснути щелепи) та порушення ковтання (дисфагія). Причиною виникнення симптому є тетаноспазмін — один зі складових компонентів токсину Clostridium tetani, збудника правця.
Крім того, сардонічна посмішка може виникати при отруєнні стрихніном, який також спотворює м'язову іннервацію.
У своєму творі «Знак чотирьох» Артур Конан Дойл використовує цей термін для опису змін обличчя убитого Бартолом'ю Шолто.